# Orgilus moczari
Orgilus moczari är en stekelart som beskrevs av Papp 1981. Orgilus moczari ingår i släktet Orgilus och familjen bracksteklar. Inga underarter finns listade i Catalogue of Life.